# Manuel da Costa
Manuel da Costa (ur. 6 maja 1986 w Saint-Max, Francja) – piłkarz marokański pochodzenia portugalskiego grający na pozycji środkowego obrońcy.

## Kariera klubowa
Manuel urodził się we francuskim mieście Saint-Max. Jego ojciec jest Portugalczykiem, a matka Marokanką. Da Costa jest wychowankiem klubu AS Nancy, a w Ligue 1 zadebiutował 15 kwietnia 2006 w przegranym 0:6 meczu z Olympique Marsylia. W całym sezonie zagrał w 10 meczach oraz wywalczył Puchar Ligi Francuskiej. To m.in. dzięki niemu Nancy awansowało do finału tego pucharu, gdy zdobył zwycięskiego gola w półfinale z Le Mans UC.
Latem 2006 da Costą interesowało się wiele klubów z Europy, w tym Paris Saint-Germain, Newcastle United czy Girondins Bordeaux, ale Manuel przyjął ofertę PSV Eindhoven, do którego przeszedł za milion euro i podpisał z PSV 5-letni kontrakt. W Eredivisie zadebiutował 22 października w wygranym 3:1 wyjazdowym meczu z AZ Alkmaar. Z PSV grał w Lidze Mistrzów, a pod koniec sezonu wywalczył mistrzostwo Holandii.
Latem 2007 da Costa miał przejść do Chelsea F.C. i dołączyć do swoich rodaków, obrońców Ricardo Carvalho i Paulo Ferreiry oraz trenera José Mourinho. Do transferu jednak nie doszło i Portugalczyk pozostał w PSV na kolejny sezon.
29 stycznia 2008 da Costa przeniósł się do Fiorentiny, jednak w Serie A zadebiutował dopiero 14 września podczas pojedynku z SSC Napoli. Natomiast 30 stycznia 2009 wychowanek Nancy został wypożyczony do Sampdorii, po czym latem 2009 podpisał 3-letni kontrakt z West Hamem United. Grał w nim do 2011 roku.
W 2011 roku da Costa został zawodnikiem Lokomotiwu Moskwa. W sezonie 2012/2013 był wypożyczony do Nacionalu Funchal. Z kolei latem 2013 przeszedł do Sivassporu. W 2015 roku odszedł do greckiego Olympiakosu. W Grecji przez dwa lata pobytu zagrał 40 na 60 możliwych meczów ligowych klubu, jedynie dwukrotnie wchodząc z ławki rezerwowych. W obu sezonach wywalczył mistrzostwo kraju. Przed rozpoczęciem sezonu 2017/2018 został zawodnikiem İstanbul Başakşehir. W styczniu 2019 roku trafił do saudyjskiego Ittihad FC, którego trenerem był wówczas Slaven Bilić, z którym da Costa pracował już w West Hamie.
Zimą 2020 roku opuścił Arabię Saudyjską by wrócić do Turcji i dołączyć do Trabzonsporu. Kontrakt podpisano na pół roku z opcją przedłużenia o kolejny rok, jeśli zawodnik rozpocznie co najmniej 10 spotkań ligowych i pucharowych w wyjściowym składzie.
| Sezon   | Klub                | Kraj             | Rozgrywki          | Mecze | Bramki |
| ------- | ------------------- | ---------------- | ------------------ | ----- | ------ |
| 2005/06 | AS Nancy            | Francja          | Ligue 1            | 10    | 0      |
| 2006/07 | PSV Eindhoven       | Holandia         | Eredivisie         | 15    | 1      |
| 2007/08 | PSV Eindhoven       | Holandia         | Eredivisie         | 1     | 0      |
| 2007/08 | ACF Fiorentina      | Włochy           | Serie A            | 0     | 0      |
| 2008/09 | ACF Fiorentina      | Włochy           | Serie A            | 1     | 0      |
| 2008/09 | UC Sampdoria        | Włochy           | Serie A            | 2     | 0      |
| 2009/10 | West Ham United     | Anglia           | Premier League     | 15    | 2      |
| 2010/11 | West Ham United     | Anglia           | Premier League     | 16    | 1      |
| 2011/12 | Lokomotiw Moskwa    | Rosja            | Priemjer-Liga      | 15    | 2      |
| 2012/13 | CD Nacional         | Portugalia       | Primeira Liga      | 16    | 2      |
| 2013/14 | Sivasspor           | Turcja           | Süper Lig          | 25    | 6      |
| 2014/15 | Sivasspor           | Turcja           | Süper Lig          | 24    | 2      |
| 2015/16 | Olympiakos SFP      | Grecja           | Superleague Ellada | 23    | 2      |
| 2016/17 | Olympiakos SFP      | Grecja           | Superleague Ellada | 17    | 2      |
| 2017/18 | İstanbul Başakşehir | Turcja           | Süper Lig          | 11    | 0      |
| 2018/19 | İstanbul Başakşehir | Turcja           | Süper Lig          | 12    | 3      |
| 2018/19 | Ittihad FC          | Arabia Saudyjska | SPL                | 11    | 4      |
| 2019/20 | Ittihad FC          | Arabia Saudyjska | SPL                | 7     | 0      |
| 2019/20 | Trabzonspor         | Turcja           | Süper Lig          | 11    | 1      |

## Kariera reprezentacyjna
Da Costa urodził się we Francji, jednak jego ojciec był Portugalczykiem, a matka Marokanką, dlatego uprawniony był do grania w każdej z tych reprezentacji. Na szczeblu młodzieżowym zdecydował się na reprezentowanie Portgualii. W maju 2006 da Costa grał z młodzieżową kadrą na turnieju U-20 w Tulonie. Rok później znalazł się w kadrze Portugalii na Mistrzostwa Europy U-21.
Nigdy nie zadebiutował w seniorskiej kadrze europejskiej reprezentacji, więc w 2014 roku przyjął powołanie z kadry Maroka, która szykowała się do mającego odbyć się w tym kraju Pucharu Narodów Afryki. Debiut miał miejsce 23 maja 2014 w wygranym 4:0 towarzyskim meczu z Mozambikiem. Ostatecznie Maroko zrezygnowało z organizacji turnieju w efekcie czego zostało wykluczone z turnieju. Da Costa pojechał na kolejny turniej w 2017 roku.
W maju 2018 roku Da Costa znalazł się w 23-osobowej kadrze Maroka na Mistrzostwa Świata w piłce nożnej 2018. Na mundialu wystąpił we wszystkich meczach fazy grupowej, a Maroko nie awansowało dalej.
W 2019 roku znalazł się w kadrze na Puchar Narodów Afryki 2019.